# Кубок федерации велоспорта Венесуэлы (женский)
Кубок федерации велоспорта Венесуэлы (исп. Gran Premio de Venezuela) — шоссейная однодневная велогонка, проходившая по территории Венесуэлы с 2008 по 2016 год.

## История
Гонка была создана в 2008 году одновременно с Классикой федерации велоспорта Венесуэлы (ФВВ) и сразу вошла в Женский мировой шоссейный календарь UCI в котором проводилась на протяжении всей своей истории. Но сама гонка проводилась не ежегодно.
Первые три издания также известные под названием Copa Federacion Venezolana de Ciclismo Corre Por la Vida проводились на следующий день после Классики ФВВ. Последующие три издания также известные под названием Copa Federacion Venezolana de Ciclismo проводились накануне Классики ФВВ. В 2016 году помимо Классики ФВВ, прошла также вместе с Гран-премио Венесуэлы и Гран-при Венесуэлы.
Маршрут гонки менялся несколкьо раз. Сначала он проходил в Гуанаре (штат Португеса), затем в два года Сан-Фелипе (штат Яракуй), а в 2016 году был проложен из Куа через Сан-Себастьян в Сан-Касимиро (штаты Миранда и Арагуа) Общая протяжённость дистанции в первый год составила 48 км, а в последующие от 67 до 91 км.
Рекордсменками с двумя победами стали венесуэлка Энджи Гонсалес и бразильянка Янильдес Фернандеш.

## Призёры
| Год  | Победитель         | Второй          | Третий                |
| ---- | ------------------ | --------------- | --------------------- |
| 2008 | Карелия Мачадо     | Даниэлис Гарсия | Белем Герреро         |
| 2011 | Энджи Гонсалес     | Даниэлис Гарсия | Лилибет Чакон         |
| 2012 | Янильдес Фернандеш | Лилибет Чакон   | Майра Дель Росио Роча |
| 2014 | Энджи Гонсалес     | Ингрид Поррас   | Лилибет Чакон         |
| 2015 | Глейдимар Тапиа    | Дженифер Сезар  | Даниэла Гуахардо      |
| 2016 | Янильдес Фернандеш | Ингрид Дрексель | Уилмарис Морено       |